# Báizé
 (août 2024).
La mise en forme du texte ne suit pas les recommandations de Wikipédia : il faut le « wikifier ».
Les points d'amélioration suivants sont les cas les plus fréquents. Le détail des points à revoir est peut-être précisé sur la page de discussion.
- Les titres sont pré-formatés par le logiciel. Ils ne sont ni en capitales, ni en gras.
- Le texte ne doit pas être écrit en capitales (les noms de famille non plus), ni en gras, ni en italique, ni en « petit »…
- Le gras n'est utilisé que pour surligner le titre de l'article dans l'introduction, une seule fois.
- L'italique est rarement utilisé : mots en langue étrangère, titres d'œuvres, noms de bateaux, etc.
- Les citations ne sont pas en italique mais en corps de texte normal. Elles sont entourées par des guillemets français : « et ».
- Les listes à puces sont à éviter, des paragraphes rédigés étant largement préférés. Les tableaux sont à réserver à la présentation de données structurées (résultats, etc.).
- Les appels de note de bas de page (petits chiffres en exposant, introduits par l'outil «  Source ») sont à placer entre la fin de phrase et le point final[comme ça].
- Les liens internes (vers d'autres articles de Wikipédia) sont à choisir avec parcimonie. Créez des liens vers des articles approfondissant le sujet. Les termes génériques sans rapport avec le sujet sont à éviter, ainsi que les répétitions de liens vers un même terme.
- Les liens externes sont à placer uniquement dans une section « Liens externes », à la fin de l'article. Ces liens sont à choisir avec parcimonie suivant les règles définies. Si un lien sert de source à l'article, son insertion dans le texte est à faire par les notes de bas de page.
- La présentation des références doit suivre les conventions bibliographiques. Il est recommandé d'utiliser les modèles {{Ouvrage}}, {{Chapitre}}, {{Article}}, {{Lien web}} et/ou {{Bibliographie}}. Le mode d'édition visuel peut mettre en forme automatiquement les références.
- Insérer une infobox (cadre d'informations à droite) n'est pas obligatoire pour parachever la mise en page.

Pour une aide détaillée, merci de consulter Aide:Wikification.
Si vous pensez que ces points ont été résolus, vous pouvez retirer ce bandeau et améliorer la mise en forme d'un autre article.
Œuvres principales
Báizétú (白澤圖)
Le Báizé (白泽 ; 白澤) est une créature mythique des anciennes légendes chinoises, exportée au Japon où elle est désignée sous le nom de Hakutaku (白沢). Il s’agit d’une bête qui aurait été illustrée par l’empereur Jaune pour lutter contre les forces du mal . Le báízé aurait une connaissance infini du domaine de l’au-delà, côtoyant fantômes et divinités.

## Généralités
La plupart des représentations font du báizé, une créature quadrupède dotée d’un pelage blanc ayant une capacité de protection contre les forces du mal ,。 grâce à ses capacités de voyance de l’au-delà. Mais la bête se dotera de nombreuses apparences très différentes au cours de l’histoire : 
L’apparence du báizé la plus reconnaissable et la plus répandue provient d’illustrations publiées dans des encyclopédies comme le Gujin tushu jicheng en Chine ou encore une des premières éditions du wakan sansai zue au Japon, représentant le báizé comme une créature semblable à un un grand félin blanc, évoquant un lion ou un tigre, avec une gueule de dragon. D’autres documents dépeignent le báizé comme une créature à sabots comme une vache ou une chèvre, pouvant avoir une tête humaine, avec six yeux et des cornes incrustées dans ses hanches, son dos ou ses flancs .

## Histoire
La toute première mention de la créature dans l’histoire remonte à la publication d’un document qui lui était consacré, désigné sous le nom de Báizétú (白澤圖 ; Illustration du báizé) publié dans le livre des song (宋書).
Ce document est une compilation attribuée à l'empereur Huàngdí, l'Empereur Jaune, ou à ses conseillers. Selon la légende, lors de son voyage dans la région de la mer de l'Est, l'empereur aurait rencontré la créature sur le mont Dongwang, où celle-ci lui aurait révélé des informations sur les 11 520 espèces de fantômes, d’esprits, de dieux et de créatures surnaturelles, ainsi que sur les méthodes pour se protéger de l'influence néfaste de chacune d’elles . Le Báiztú serait ainsi considéré comme bien plus qu’un simple recueil d’illustration, mais comme un des premiers grands guides ésotériques et encyclopédiques sur les esprits et monstres de la mythologie chinoise .
Bien que le texte original du Báizétú ait été perdu notamment au cours de la dynastie des Song du Nord, il est cité et mentionné dans divers ouvrages postérieurs, notamment dans des collections comme le Shanhaijing et d'autres compilations d'êtres surnaturels en Chine ancienne. Selon ces textes, le báizé serait une créature divine qui connaît tout ce qui concerne les fantômes et les dieux dans le monde.
Ce document aurait été copié au IXe ou au Xe siècle au cours de la dynastie Tang, dans un document intitulé Báizéjing Guaitu (白澤精惟圖 ; ). Bien qu’il ne contient aucune illustration de báizé, le document contient 11 520 illustrations d’esprits et de divinités qui seraient en fait une représentation du báizé lui même. Ce document raconte des faits divers autour de catastrophes causées par différents mauvais esprits, ainsi que les méthodes pour les combattre et éviter ces calamités. Au cours de la même période, en plus de servir de textes de divination, ces illustrations servaient surtout de talismans que la population accrochait dans les maisons pour se prémunir du mauvais sort et préserver le bien-être et la santé des membres de la famille . L’image du báizé était également populaire auprès des plus hautes sphères de la société, les empereurs successifs auraient arboré une étoffe à l’effigie de la créature sur la tête de leur garde personnelle.
C’est dans l'histoire de Yuan (元史), que le báizé se dote de sa description la plus populaire et celle qui aura été la plus reprise dans la documentation chinoise ultérieure, celle d’un monstre quadrupède combinant des éléments du tigre ou lion et du dragon. Toutefois, Certains recueils comme le Bencao gangmu supposent que le terme báizé, ne serait en fait qu’une dénomination particulière pour désigner le lion .
Dans l'encyclopédie chinoise publiée sous la dynastie Ming, le Sansai Tuhui (三才圖會), la description du báizé est reprise des documents antérieurs , mais fait une description de l'apparence de báizé, qui serait comme ayant la fourrure bleue sur une longue tête, avec une corne qui pousse sur le dessus et la capacité de voler. Il est dit que le báizé pouvait parler le langage humain et apparaissait uniquement lorsque le dirigeant de l'époque était vertueux. En raison de cette caractéristique, le báizé était considéré comme une créature mythique porte-bonheur, au même titre que le qilin ou encore le phénix.

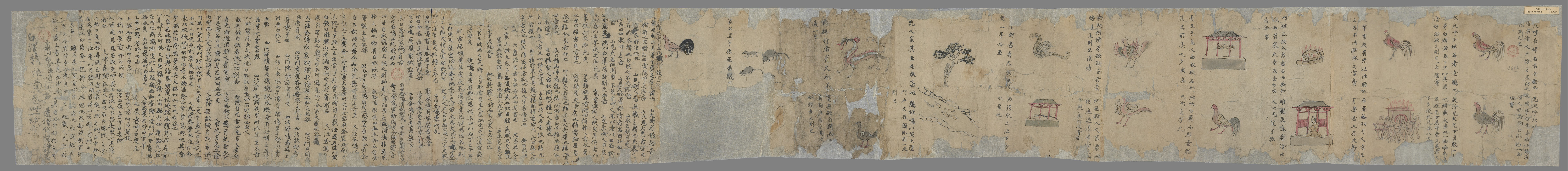
Un fragment du Báizétú illustré au cours dynastie Tang, découvert par le sinologue français Paul Pelliot, actuellement conservé à la BNF.

## Au Japon
Le báizé a été introduit au Japon durant la dynastie Tang, sous le nom de Hakutaku en utilisant les mêmes caractères chinois. Il est également désigné sous le nom de Kutabe. La plus ancienne représentation connue du Hakutaku apparaît dans le texte chinois Tiandi Ruixiang Zhi, le « Traité sur les signes auspices du ciel et de la terre », une œuvre ancienne mentionnée dans les bibliographies japonaises dès la fin du 9e siècle, bien qu'elle soit curieusement absente des archives chinoises contemporaines. Ce texte décrit le Hakutaku comme une créature ayant le corps d'une vache et une tête humaine avec une barbe. Cette représentation initiale a ensuite évolué, notamment dans l'œuvre de Fukuhara Gogaku, intitulée Hakutaku hikai zue où le Hakutaku est décrit avec trois visages, chacun possédant trois yeux et une paire de cornes. Dès le 18e siècle, cette représentation est devenue la norme au Japon, bien que les origines précises de cette créature demeurent floues au fil du temps. Dans ce même recueil, le Hakutaku est représenté comme une divinité protectrice, capable de chasser les esprits maléfiques.

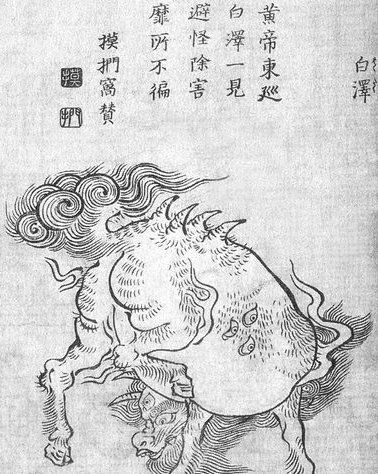
Une illustration du Hakutaku par Toriyama Sekien.

Au Japon, une croyance disait que placer une image du Hakutaku à l'intérieur de la maison pouvait éloigner la malchance. Cette croyance s'est particulièrement renforcée aux XVIIIe et XIXe siècles, où de nombreux témoignages attestent de l'utilisation de l'image du Hakutaku comme talisman protecteur, notamment très utilisés chez les voyageurs, très fortement soumis aux accidents et aux phénomènes naturels. Lors de l'épidémie de choléra à Edo en 1858, il était conseillé de placer l'image du Hakutaku sous l'oreiller pour se protéger de la maladie .
Au fil du temps et à travers les différentes dynasties, la représentation et les caractères utilisés pour désigner le Hakutaku ont évolué au Japon, notamment au cours de la période Edo, via des encyclopédies illustrées telles que le Wakan sansai zue où il est représenté de la même manière que le sansai tuhi, comme celle d’un grand félin au pelage blanc .

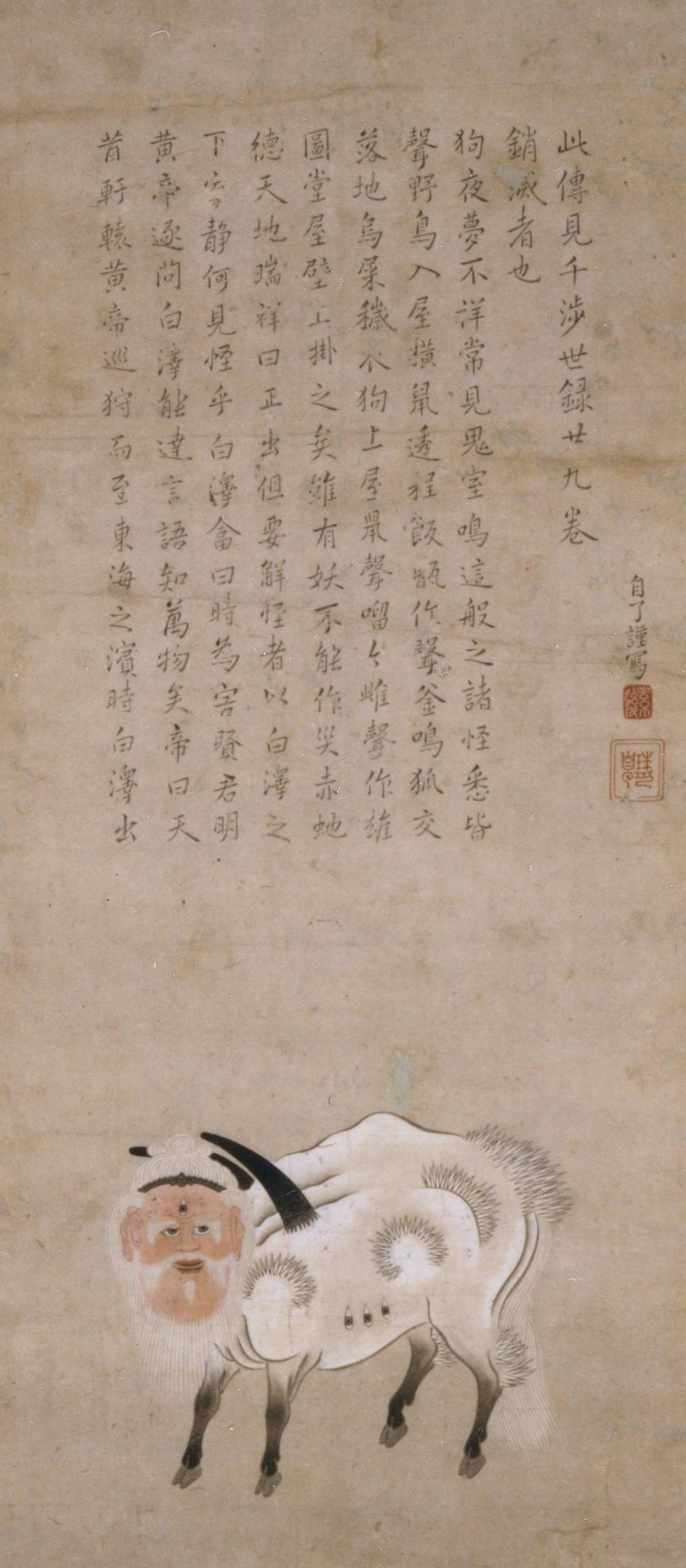
Illustration du Hakutaku sur un manuscrit Ryūkyūan par Gusukuma Seihō

Un épisode marquant de l'histoire du Hakutaku au Japon se déroule sur le mont Tateyama, dans la préfecture de Toyama, dans lequel la créature serait apparue pour prédire une épidémie de peste imminente. Pour conjurer le sort contre ce destin funeste, la créature suggéra d'utiliser des talismans à son effigie . C’est ainsi qu’en raison de son incroyable connaissance des yōkai, des divinités et plus généralement du mal dans toutes ses incarnations, que la bête devient particulièrement populaire au Japon durant la période Edo, où sa figure était vendue et utilisée comme talisman pour conjurer tous types de mauvais sorts. Il était également très populaire après des voyageurs, et des guides spécialisés prescrivaient l’utilisation des illustrations du hakutaku pour lutter contre les problèmes divers rencontrés lors des voyages, souvent périlleux.
D. T. Suzuki, dans son ouvrage Zen and Japanese Culture, décrit le Hakutaku comme une créature dont le corps ressemble à une main, avec une tête humaine. Selon une ancienne croyance, cette créature dévorait les mauvais rêves et les expériences négatives. Ainsi, pour conjurer le mal, les gens accrochaient son image à la porte ou à l'intérieur de leur maison.
Mais d’une manière générale, au cours de l’ère Édo, le Hakutaku aura eu plusieurs représentations très différentes. Dans le kaiki chōjū zuka  (怪奇鳥獣図巻 ; encyclopédie des oiseaux et des monstres étranges), le hakutaku est en revanche représenté avec une apparence comparable à celle du Qilin .

## Dans la culture populaire
- Dans la franchise cross-média pokémon, le pokémon Absol pourrait tirer certaines de ses inspirations du Hakutaku.